# 9223 Leifandersson
A 9223 Leifandersson (ideiglenes jelöléssel 1995 YY7) a Naprendszer kisbolygóövében található aszteroida. A Spacewatch program keretében fedezték fel 1995. december 18-án.